# Callisthenia variegata
Callisthenia variegata là một loài bướm đêm thuộc phân họ Arctiinae, họ Erebidae.